# Barchem
Barchem is een dorp in de gemeente Lochem in de Gelderse Achterhoek in de Nederlandse provincie Gelderland. Het telde op 1 januari 2023 1.765 inwoners. Het ligt vlak naast de Lochemse Berg. Barchem betekent oorspronkelijk 'Dorp nabij de Berg'.

## Korte beschrijving
Barchem ligt aan de provinciale weg tussen Lochem en Ruurlo (Provinciale weg 312) en Borculo (Provinciale weg 821). Barchem beschikt over een basisschool, een bakker en een hotel/café. De plaats heeft een groot aantal campings in de directe omgeving.
Buurtschappen:
- Vrochterhoek
- Bosheurne
- Zwiep

Barchem kent twee kerken, te weten de Barchkerk (Nederlands Hervormd) en De Hoeksteen (gereformeerd).

## Geschiedenis
Vroeger liep er vanaf Borculo richting Lochem een tram (de tramlijn Deventer - Borculo). Deze liep ook door Barchem. In 1944 werd deze verbinding opgeheven. Het station in Barchem werd verbouwd tot 'Hotel Meilink'. Rond 2000 werd Hotel Meilink gesloopt en er werden seniorenwoningen geplaatst onder de naam Station Barchem. Op het terrein waar nu woonerf 'Scholtenhof' staat, stond vroeger een coöperatie.

### Leegloop
Rond 2013 kampte Barchem met een bevolkingsdaling en vergrijzing die de publieke voorzieningen en leefbaarheid van het dorp in gevaar brachten. De supermarkt sloot in 2006. De woningverkoop stagneerde en de school kwam leerlingen tekort om op termijn open te kunnen blijven. Het dorp kwam nationaal in de publiciteit door een ludieke actie met de naam "Barchem te Koop" om deze ontwikkelingen tegen te gaan. Barchem bracht een glossy uit, opende een website en hield een openhuis-weekend op 19 en 20 april 2013. Deze actie was onverwacht succesvol. Een kwart van de bijna vijftig leegstaande woningen werd binnen een maand verkocht, evenveel als anders in een heel jaar. Ook kon de school een aantal nieuwe leerlingen inschrijven. De nieuwe bewoners kwamen vooral van buiten de Achterhoek.
De directe busverbinding met Deventer, Lochem en Borculo werd in 2021 opgeheven maar na veel maatschappelijk protest een jaar later weer hervat.

### Windhoos
Op 2 juni 1999 werd het dorp getroffen door een windhoos die veel schade aanrichtte.

## Woonachtig (geweest)
- Walter van Wijk (1887-1961), wiskundige, natuurkundige en wetenschapshistoricus

## Overleden
- Jan Willem de Beaufort (1913-2001), burgemeester